# 木花神社
木花神社（きばなじんじゃ）は、宮崎県宮崎市にある神社。日子番能邇邇芸命（ひこほのににぎのみこと）と木花佐久夜毘売（このはなのさくやびめ）を祀る。木花佐久夜毘売が火中出産の際に産屋として使ったとされる「無戸室（うつむろ）の跡」が境内に残る。

## 祭神
- 日子番能邇邇芸命（ひこほのににぎのみこと）（天照大神の孫、日向高千穂に降臨した神）[3]
- 木花佐久夜毘売（このはなのさくやびめ）（ににぎの命の妃。彦火火出見の命の母神。安産の神）[3]

神社の名前は祭神である木花佐久夜毘売にちなむと伝わる。

## 歴史
創建は不詳だが、飫肥（現在の日南市）の領主となった伊東義祐が永禄5年（1562年）に記した『飫肥紀行』の中に木花神社の記述が見えることから、このころには既に神社として存在していたとみられる。
木花佐久夜毘売は自らの皇子を出産する際、生まれ来る子が天津神の子であることを証明するため産屋に火を放った（天孫降臨を参照）が、その時の産屋の跡と伝わる「無戸室（うつむろ）の跡」や、産湯に使われたとされる「霊泉桜川」が境内に残る。無戸屋は戸がなく粘土で塗りふさがれていた産屋であったのでこの名がある。
かつては境内に木花山法満寺があったが、現在は廃寺となり阿弥陀如来像を安置する仏堂だけが残されている。この阿弥陀如来像は鎌倉時代中期以降に作られたとみられる寄木造の仏像で、宮崎県では数少ない鎌倉彫刻の一例として1974年（昭和49年）4月15日に「木造阿弥陀如来立像一躯」の名称で宮崎市指定有形文化財に指定された。また神社は「木花権現」とも呼ばれ、境内には「開耶姫大権現」（さくやひめだいごんげん）と記された宝暦5年（1755年）の棟札も残っており、神仏習合の痕跡を留めている。棟札自体はさらに遡って享保20年（1735年）の大工棟梁吉田仁兵衛などのものも残されている。木花神社の鳥居の建立や、社殿の造営の時の棟札で、代々の飫肥藩主伊東氏の崇敬心がいかにも厚かったことがうかがえる。また法印の名が記されていることにより当時の神仏習合にもとづいて、木花神社と法満寺は一体であったことがわかる。
終戦までは、木花の婦人会などが、出征軍人の武運長久や安産祈願のために参篭する風習があった。

## 例祭日
『木花郷土誌』によると、例祭日は次の通り。
- 春祭り - 旧暦2月9日
- 秋祭り - 旧暦9月9日
- 氏神祭り - 12月初旬吉日
- 火祈祷（鎮火祭） - 氏神祭りと同一
- 例大祭 - 勤労感謝の日とされる[2]

## 祭祀・運営
- 木花区、三班長が中心となり、氏子こぞってとり行っている。
- 宮司 - 川添同[9]
- 氏子総代 - 河添彰[9]

## 文化財
市指定有形文化財
- 木造阿弥陀如来立像一躯（1974年（昭和49年）4月15日指定）

## 現地情報
所在地
- 宮崎県宮崎市大字熊野9508[1]

交通アクセス
- 九州旅客鉄道（JR九州）日南線・木花駅から徒歩15分[4]。